# Pointer (hond)
De pointer of Engelse pointer is een hondenras dat afkomstig is uit Engeland. Waarschijnlijk heeft het ras Spaanse voorouders, waarbij later de Foxhound is ingekruist. Het is een jachthond die veel wordt gebruikt bij de jacht op vogels. Het dier is snel en heeft een goed reukvermogen. Het ras wordt ook wel gebruikt als gezelschapshond. Een volwassen reu is ongeveer 66 centimeter hoog, een volwassen teef ongeveer 61 centimeter.
Bracco italiano ·
Braque d'Auvergne ·
Braque de l'Ariège ·
Braque du Bourbonnais ·
Braque Dupuy ·
Braque français ·
Braque Saint-Germain ·
Český fousek ·
Drentsche patrijshond ·
Duitse staande hond (draadhaar) ·
… (korthaar) ·
… (langhaar) ·
… (stekelhaar) ·
Engelse setter ·
Épagneul bleu de Picardie ·
Épagneul breton ·
Épagneul de Pont-Audemer ·
Épagneul français ·
Épagneul picard ·
Gammel dansk hønsehund ·
Gordon setter ·
Griffon Boulet ·
Griffon Korthals ·
Grote münsterländer ·
Ierse setter ·
Kleine münsterländer ·
Perdigueiro de Burgos ·
Perdigueiro português ·
Poedelpointer ·
Pointer ·
Slovenský hrubosrstý stavač ·
Spinone italiano ·
Stabij ·
Vizsla ·
Weimarse staande hond